# Pro Evolution Soccer 2012
Pro Evolution Soccer 2012 (zkráceně PES 2012) je fotbalová počítačová hra ze série Pro Evolution Soccer, kterou vyvíjí společnost Konami. Hra vyšla na podzim roku 2011 pro platformy Wii, Android, Xbox 360, PlayStation 2, PlayStation 3, Microsoft Windows a PlayStation Portable. Kromě plně licencované Ligy Mistrů a Evropské ligy UEFA je ve hře i licencovaný jihoamerický Pohár osvoboditelů a ligový mód (určený na hraní ligy). Hra je pokračování hry Pro Evolution Soccer 2011.